# AERONET

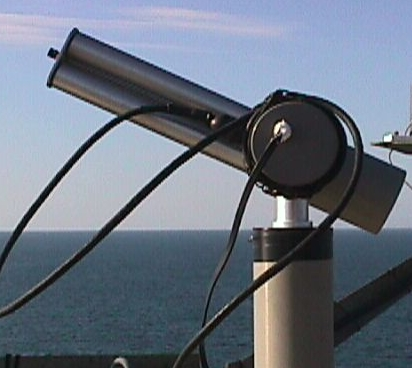
CIMEL Sonnenphotometer

AERONET (Akronym, sich zusammensetzend aus: AErosol RObotic NETwork) ist ein Netz bodenbasierter Sonnenphotometer, die die atmosphärischen Aerosoleigenschaften messen. Die Messstationen bestehen aus solarbetriebenen CIMEL CE 318A Photometern, die die direkte Sonnenstrahlung und das Himmelslicht in mehreren Wellenlängen im sichtbaren und im nahinfraroten Spektrum messen.
AERONET nimmt kontinuierliche Messungen der spektralen Aerosol-optischen Dicke, des atmosphärischen Wasserdampfgehalts und des Ozongehalts vor.